# Dagsberg
Dagsberg är kyrkbyn i Dagsbergs socken i Norrköpings kommun i Östergötlands län. Den ligger strax nordost om Ljunga invid länsväg 209.
I byn återfinns Dagsbergs kyrka. Där finns även Dagsbergs skola och fritidshem som är en f-6 skola där cirka 150 elever går. 
Idrottsförening Dagsbergs IF har sin klubblokal och verksamhetsområde i byn.